# Hanna Donath

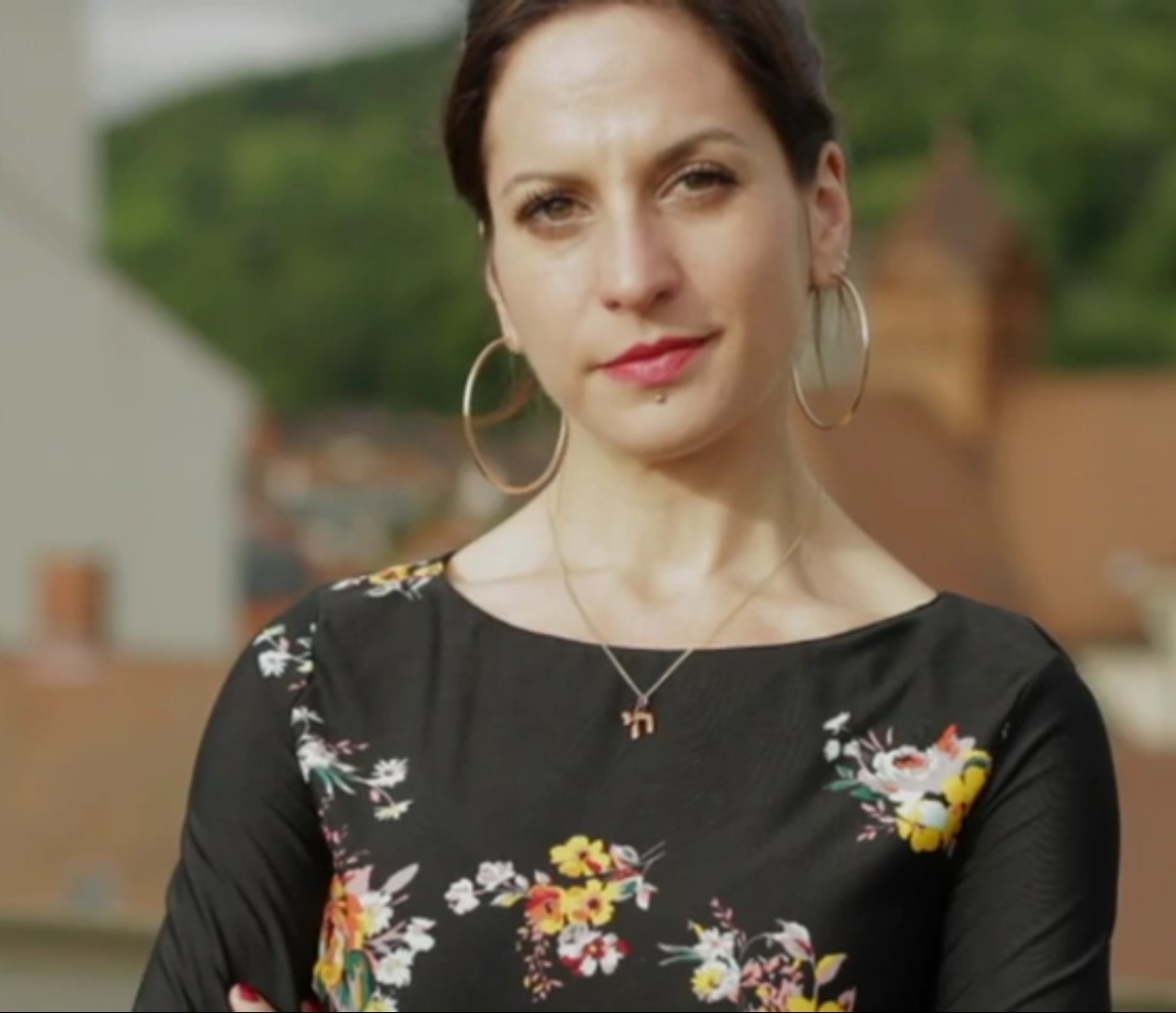
Hanna Donath (2013)

Hanna Donath oder auch Julia Donath (* 10. Oktober 1979 in Frankfurt am Main) ist eine deutsche Autorin und  Journalistin.

## Leben
Hanna Donath ist das zweite von vier Kindern (sie hat zwei Schwestern und einen Bruder) und wuchs in einer jüdischen Familie in Bad Homburg vor der Höhe auf. Ihr Vater ist Slowake mit ungarischen Wurzeln, der infolge des Prager Frühlings in Frankfurt studierte und dann dort blieb. Ihre Mutter stammt aus Polen und studierte ebenfalls in Frankfurt, wo sie ihren späteren Ehemann kennenlernte. Die Großeltern waren in der Zeit des Nationalsozialismus in verschiedenen Lagern interniert. Eine Großmutter war in Auschwitz und berichtete auf Ungarisch ihre Lebensgeschichte Steven Spielbergs Shoah Foundation.
Von 1999 bis 2004 studierte Hanna Donath in Marburg Soziologie, Germanistik, Film- und Medienwissenschaft (Abschluss: M. A.). Seit 2005 arbeitete sie als freie Journalistin in Fulda bei einem Börsenblatt und Finanzdienstleister sowie als Onlineredakteurin bei einem Musikmagazin. Seit 2007 ist sie in Freiburg als hauptamtliche Redakteurin bei der Familienzeitschrift Familie&Co tätig.

## Romane
- Wem die Nacht gehört, Schwarzkopf & Schwarzkopf, Berlin 2011
- Alles auf Hochzeit, Schwarzkopf & Schwarzkopf, Berlin 2013

## Mitarbeit
- Bester Sex 2, Schwarzkopf & Schwarzkopf, Berlin 2010
- Bester Sex 3, Schwarzkopf & Schwarzkopf, Berlin 2011